# توماس كليبورن (سياسي)
توماس كليبورن هو سياسي أمريكي، ولد في 1 فبراير 1749 في مقاطعة برونزويك في الولايات المتحدة، وتوفي بنفس المكان في 1812. نشط حزبياً في الحزب الجمهوري الديمقراطي. وقد انتخب عضو مجلس نواب الولايات المتحدة عن ولاية فرجينيا ‏ وانتخب عضو مجلس ولاية فرجينيا ‏ وانتخب عضو مجلس النواب الأمريكي ‏.